# Megaselia tumidirostris
Megaselia tumidirostris är en tvåvingeart som beskrevs av Borgmeier 1969. Megaselia tumidirostris ingår i släktet Megaselia och familjen puckelflugor. Inga underarter finns listade i Catalogue of Life.